# Liste der Baudenkmäler in Ruderting
Auf dieser Seite sind die Baudenkmäler in der niederbayerischen Gemeinde Ruderting zusammengestellt. Diese Tabelle ist eine Teilliste der Liste der Baudenkmäler in Bayern. Grundlage ist die Bayerische Denkmalliste, die auf Basis des Bayerischen Denkmalschutzgesetzes vom 1. Oktober 1973 erstmals erstellt wurde und seither durch das Bayerische Landesamt für Denkmalpflege geführt wird. Die folgenden Angaben ersetzen nicht die rechtsverbindliche Auskunft der Denkmalschutzbehörde.
 Die Liste gibt den Fortschreibungsstand vom 3. Juli 2018 wieder und umfasst sechs Baudenkmäler.

## Baudenkmäler nach Ortsteilen

### Ruderting
| Lage                         | Objekt                             | Beschreibung | Akten-Nr.    | Bild                               |
| ---------------------------- | ---------------------------------- | --- | ------------ | ---------------------------------- |
| Passauer Straße 8 (Standort) | Katholische Pfarrkirche St. Joseph | Saalkirche mit eingezogenem Polygonalchor, Chorflankenturm, Giebelfassade und Vorzeichen, neubarock, 1922–27; mit Ausstattung. | D-2-75-144-1 | Katholische Pfarrkirche St. Joseph |

### Attenberg
| Lage                    | Objekt                                 | Beschreibung                      | Akten-Nr.    | Bild |
| ----------------------- | -------------------------------------- | --------------------------------- | ------------ | ---- |
| In Attenberg (Standort) | Ausstattung der erneuerten Holzkapelle | Neugotisch, Ende 19. Jahrhundert. | D-2-75-144-2 | BW   |

### Rockerfing
| Lage                     | Objekt      | Beschreibung | Akten-Nr.    | Bild |
| ------------------------ | ----------- | --- | ------------ | ---- |
| In Rockerfing (Standort) | Dorfkapelle | Offenes Gehäuse mit vorkragendem Satteldach, im Kern wohl 18. Jahrhundert, Dach zweite Hälfte 19. Jahrhundert; mit Ausstattung. | D-2-75-144-4 | BW   |

### Sittenberg
| Lage                    | Objekt                         | Beschreibung | Akten-Nr.    | Bild |
| ----------------------- | ------------------------------ | --- | ------------ | ---- |
| Sittenberg 3 (Standort) | Waldlerhaus                    | Eingeschossiger Flachsatteldachbau mit Blockbau-Kniestock, Giebelschrot und geschnitzter Haustür, erstes Drittel 19. Jahrhundert.           | D-2-75-144-6 | BW   |
| Sittenberg 9 (Standort) | Bauernhaus eines Dreiseithofes | Zweigeschossiger und giebelständiger Satteldachbau mit Blockbau-Obergeschoss und Traufbalkon, zweite Hälfte 18. Jahrhundert, Dach erneuert. | D-2-75-144-7 | BW   |

## Ehemalige Baudenkmäler
In diesem Abschnitt sind Objekte aufgeführt, die früher einmal in der Denkmalliste eingetragen waren, jetzt aber nicht mehr. Objekte, die in anderem Zusammenhang also z. B. als Teil eines Baudenkmals weiter eingetragen sind, sollen hier nicht aufgeführt werden. Aktennummern in diesem Abschnitt sind ehemalige, jetzt nicht mehr gültige Aktennummern.

| Lage                              | Objekt                  | Beschreibung | Akten-Nr.    | Bild |
| --------------------------------- | ----------------------- | --- | ------------ | ---- |
| Rußmühle Rußmühle 1 (Standort)    | Rußmühle                | Hauptgebäude der ehemaligen Mühle, zwei- bis dreigeschossiger Obergeschoss-Blockbau mit vorkragendem Satteldach, bezeichnet mit „1808“. | D-2-75-144-5 | BW   |
| Trasham Haus Nummer 41 (Standort) | Haustürsturz aus Granit | Bezeichnet mit „1849“. | D-2-75-144-8 | BW   |